# Vrgada
Vrgada est un village de la municipalité de Pakoštane (Comitat de Zadar) en Croatie. Il occupe entièrement l'île du même nom. Au recensement de 2011, le village comptait 249 habitants.